# تونی اسپراندئو
تونی اسپراندئو (ایتالیایی: Tony Sperandeo؛ زادهٔ ۸ مهٔ ۱۹۵۳) بازیگر اهل ایتالیا است. وی در سال ۲۰۲۳ نامزد دریافت روبان نقره‌ای بهترین بازیگر نقش مکمل مرد شد.
از فیلم‌ها یا برنامه‌های تلویزیونی که وی در آن نقش داشته‌است، می‌توان به معجزه ایتالیایی، ستاره‌ساز، کائوس، و اینک سکس، باریا، تا ابد مری، پسران حاشیه‌نشین، یک داستان ساده، اجساد ممتاز و خورشید در شب اشاره کرد.